# Leucesthes
Leucesthes är ett släkte av fjärilar. Leucesthes ingår i familjen mätare.
Kladogram enligt Catalogue of Life:
| Leucesthes | \| \| Leucesthes alba \| \| \| \| \| \| Leucesthes margarita \| \| \| \| |
|            | \| \| Leucesthes alba \| \| \| \| \| \| Leucesthes margarita \| \| \| \| |
|            | Leucesthes alba                                                          |
|            |                                                                          |
|            | Leucesthes margarita                                                     |
|            |                                                                          |